# キミがいる (CHEMISTRYの曲)
「キミがいる」は、2005年2月23日に発売されたCHEMISTRY14枚目のシングル。

## 解説
表題曲「キミがいる」は、日本テレビ系水曜ドラマ『87%』の主題歌。
作詞の秦建日子は同ドラマの脚本を手掛けている。
2曲目の「Dance With Me (KOREA/JAPAN Ver.)」はLena Parkとのコラボレーション。「日韓友情年2005」キャンペーンソング。
3曲目の「ココロノドア」は映画『きみに読む物語』の日本語版テーマソング。コンセプト・アルバム、『Hot Chemistry』からリカットされた。

## 収録曲
編曲：河野伸
1. キミがいる
作詞：秦建日子／作曲：市川淳
2. Dance With Me (KOREA / JAPAN Ver.) Performed by CHEMISTRY & Lena Park
作詞：GAKU-MC・川畑要・堂珍嘉邦・Jihoon Kang／作曲：SPANOVA
3. ココロノドア
作詞：Satomi／作曲：五島良子
コンセプト・アルバム『Hot Chemistry』収録曲
4. キミがいる (Instrumental)